# Jean de Lascaris-Castellar

Jean de Lascaris-Castellar

Großmeisterwappen von Jean de Lascaris-Castellar

Jean de Lascaris-Castellar (auch Jean-Paul oder Jean Baptiste, * 28. Juni 1560; † 14. August 1657) war der 57. Großmeister des Malteserordens.
Der aus dem Geschlecht der Ventimiglia stammende Lascaris gehörte der provençalischen Zunge des Ordens an, als er am 13. Juni 1636 zum Großmeister gewählt wurde. Er amtierte bis zu seinem Tod im August 1657.
Während seiner Amtszeit führten Spanien und Frankreich Krieg gegeneinander, was zu erheblichen Spannungen zwischen den Ordensrittern der beiden Nationen führte, die ihm einiges diplomatisches Geschick abverlangten. Während seiner Amtszeit wurden auf Malta die Valletta landeinwärts vorgelagerte Befestigungslinie namens „Floriana Lines“ fertiggestellt, deren Bau unter seinem Vorgänger nach Plänen des berühmten italienischen Ingenieurs Pietro Paolo Floriana begonnen worden war. Zudem begann er, das Befestigungssystem der Insel um die nach ihm benannten Lascaris Towers entlang der Küste zu ergänzen. 